# Тања Булатовић
Тања Булатовић (Титоград, 12. фебруар 1964 — Београд, 24. фебруар 2013) била је српска књижевница, преводилац, новинарка и ратна репортерка. Између осталог, преводила је Хакслија, Набокова, Џојса и Вајлда на српски.

## Биографија
Студирала је енглески језик и књижевност на Универзитету у Никшићу и југословенске књижевности и општу књижевност на Филолошком факултету у Београду. Бавила се драматизацијама и радом на ТВ Подгорици. Једно време живела је у Лондону, али се вратила у земљу да би од 1992. до 1994. била ратни репортер из Хрватске и БиХ. Радила је као драматург и сценариста на два филма у продукцији црногорске телевизије, од којих је један („Da Capo”) награђен на фестивалу у Неуму.
Поред свог прозног опуса, превела је са енглеског петнаестак књига, од којих су неке постале део баштине на српском језику. Реч је о делима Владимира Набокова, Нортропа Фраја, Тимотија Финдлија, Оскара Вајлда, Џејмса Џојса, Олдуса Хакслија и В. Б. Јејтса. Приредила је и књигу о америчкој реп звезди Еминему.
Била је члан Удружења књижевника Србије, Удружења књижевних преводилаца Србије и Удружења новинара Србије. Живела је у Београду. Сахрањена је 26. фебруара на гробљу Лешће, у Београду.

## Дела

### Романи
- Шаховски приручник за труднице, Студентски културни центар, Београд, 1996.
- Љубавници од трешњевог дрвета, „Принцип прес“, Београд, 2012.

### Приповетке
- Године после, КЦ „Свети Сава“, Подгорица, 2000.

### Преводилачки рад
- Владимир Набоков, Огледи о Џојсу, Студентски културни центар, Београд, 1996.
- Жаклин Д. Вули, Фантазије, Едиција „Сепарати часописа Психологија у свету“, „Art press“, Београд,
- Нортроп Фрај, Јејтс и језик симболизма, НИП „Књижевна реч“, Београд, 1999.
- Нортроп Фрај, Песничка митологија, НИП „Књижевна реч“, Београд, 1999.
- Ен Бертлот, Краљ Артур : витештво и легенда, Студентски културни центар, Београд, 1999.
- ~ Еминем, приредила, превела и објавила Т. Булатовић, Београд, 2003.
- Роберт Гревс, Краљ Исус, „Алнари“, Београд, 2003.
- Х. К. Бакхру, Природно лечење, „МС-ЛАР“, Београд, 2004.
- Тимоти Финдли, Пилгрим, „Алнари“ и „Alba Graeca“, Београд, 2004.
- Владимир Набоков, Уликс - есеј о Џојсу, „ННК Интернационал“, Београд, 2004.
- Олдоус Хаксли, Олдоус Хаксли, гајење вечности, „Аркадија“, Београд, 2005.
- Оскар Вајлд, Писма из затвора; De Profundis; Саломе, „ННК Интернационал“, Београд, 2006. Са енглеског: Т. Булатовић, са француског: Јасна Митић
- Владимир Набоков, Есеји 1, „ННК Интернационал“, Београд, 2006. (теме: Марсел Пруст, Франц Кафка)
- Владимир Набоков, Есеји 2, „ННК Интернационал“, Београд, 2006. (теме: Џејн Остин, Чарлс Дикенс)